# Беноксапрофен
Беноксапрофен (англ. Benoxaprofen) — лекарственное средство, нестероидный противовоспалительный препарат (НПВП) из группы производных пропионовой кислоты. Обладает противовоспалительным, обезболивающим и жаропонижающим действием. Международные названия — «Орафлекс» (англ. «Oraflex») и «Опрен» (англ. «Opren»). Отозван с производства в 1982 году.

## История
Препарат был открыт в 1966 году химиками из компании
Eli Lilly and Company. В 1973 году компания подала заявку на получение патента, а также запросила разрешение на проведение клинических испытаний препарата у Управления по санитарному надзору за качеством пищевых продуктов и медикаментов (FDA). Беноксапрофен должен был пройти трёхэтапную процедуру клинического тестирования, требуемую федеральным правительством.
Первый этап клинического испытания проходил на полностью здоровых пациентах, чтобы показать, что препарат не представляет явной угрозы здоровью человека. На втором этапе в исследованиях участвовали люди с незначительными заболеваниями, с целью проверки эффективности и безопасности препарата. Третья клиническая фаза началась в 1976 году. Было задействовано более двух тысяч пациентов с артритом.
В январе 1980 года компания запросила официальную продажу препарата, после того, как предоставила в FDA результаты клинических исследований. В том же году препарат выпустили для продажи в Великобритании, в мае 1982 года — США.
Четвертого августа 1982 года правительство временно приостановило продажу препарата в Великобритании «по соображениям безопасности». Британский комитет по безопасности лекарств заявил, что у более чем 3500 пациентов после употребления «Орафлекса», были выявлены побочные эффекты. Также погиб 61 человек, в основном пожилые люди. Почти одновременно Управление по санитарному надзору за качеством пищевых продуктов и медикаментов сообщило, что было зарегистрировано одиннадцать летальных случаев в США среди пациентов, принимающих Oraflex, большинство из которых были вызваны повреждением почек и печени.